# フリーファイト
フリーファイトとは、直訳すると「自由な闘い」となり、過去には現在でいう総合格闘技の意味として使用されていた。
現在では、修斗が開催するアマチュア修斗公式戦（主にワンマッチ）を指す。名前の前後に地名や開催場所が追加される。

## 横浜フリーファイト
かつて横浜市内の屋台村で不定期に行われていた。2013年に勝村周一朗とグランドスラムが主催しピーズラボ横浜にて定期的に開催されている。

## 大宮フリーファイト
1996年2月に初開催され、2009年9月13日現在で62回を数える老舗公式戦。PUREBRED大宮ジムで開催される。

## 八景フリーファイト
シューティングジム八景で定期的に開催される。

## 東京フリーファイト
不定期ながら、北沢タウンホールでのプロ興行の前座として行われていた。プロと同じリング、会場を使用するため人気が高く、毎回ハイレベルな試合が行われていた。同会場での興行撤退と同時に終了されたが、2013年現在では会場をクレイジービーに移行し行われている。

## 別の用法
DREAMなど、日本の総合格闘技においては、試合を行なう前にレフェリーがリング中央に選手を呼び、簡単にルール説明を行い、最後に「フリーファイト！フリーファイト！シェイクハンド！」と両選手に言うことが通例となっている。
UFCがYOUTUBEにて過去動画を公開する時にも、フリーファイトの呼称を使用してる。